# Cantone di Kourou
Il cantone di Kourou è una divisione amministrativa dell'arrondissement di Caienna, nel dipartimento d'oltremare della Guyana.
È formato dal solo comune di Kourou.